# Luigi Brogna
Luigi Brogna (* 1961 in Messina; † 29. Februar 2008 ebenda) war ein deutschsprachiger Schriftsteller italienischer Herkunft.
Luigi Brogna wuchs in Sizilien auf. Als sein Vater nach Baden-Württemberg zog, folgte der zehnjährige Brogna mit der Familie nach. Er lebte in Eislingen. Es erschienen zwei autobiografische Romane von Brogna, in denen er seine Kindheit in Sizilien sowie die Konfrontation italienischer und schwäbischer Lebensart beschreibt. Brogna starb am 29. Februar 2008 unerwartet im Alter von 46 Jahren an einem Herzinfarkt während einer Recherchereise auf Sizilien. Seine Beerdigung fand in Eislingen statt. Brogna hinterließ eine Frau und zwei Töchter.

## Werke
- Das Kind unterm Salatblatt. Geschichten von meiner sizilianischen Familie. Ullstein Verlag, Berlin 2006. ISBN 978-3-548-26348-9
- Spätzle al Dente. Neue Geschichten von meiner sizilianischen Familie. Ullstein Verlag, Berlin 2007. ISBN 978-3-548-26671-8